# Saint-Maime
Cet article concerne la commune française des Alpes-de-Haute-Provence. Pour celle du département de la Dordogne, voir Saint-Mayme-de-Péreyrol.
Pour l’article ayant un titre homophone, voir Saint-Mayme.
Saint-Maime est une commune française, située dans le département des Alpes-de-Haute-Provence en région Provence-Alpes-Côte d'Azur.
Le nom de ses habitants est Saint-Maimois,.

## Géographie

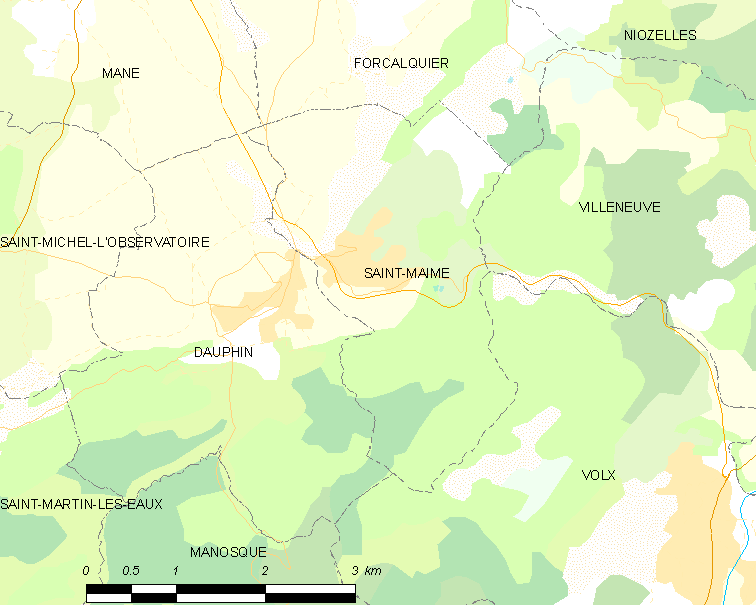
Saint-Maime et les communes voisines (Cliquez sur la carte pour accéder à une grande carte avec la légende).

Le village est situé sur un éperon rocheux (calcaire gréseux) à 381 m d’altitude, son site est inscrit.
Les communes limitrophes de Saint-Maime sont Forcalquier, Villeneuve, Volx, Dauphin et Mane.

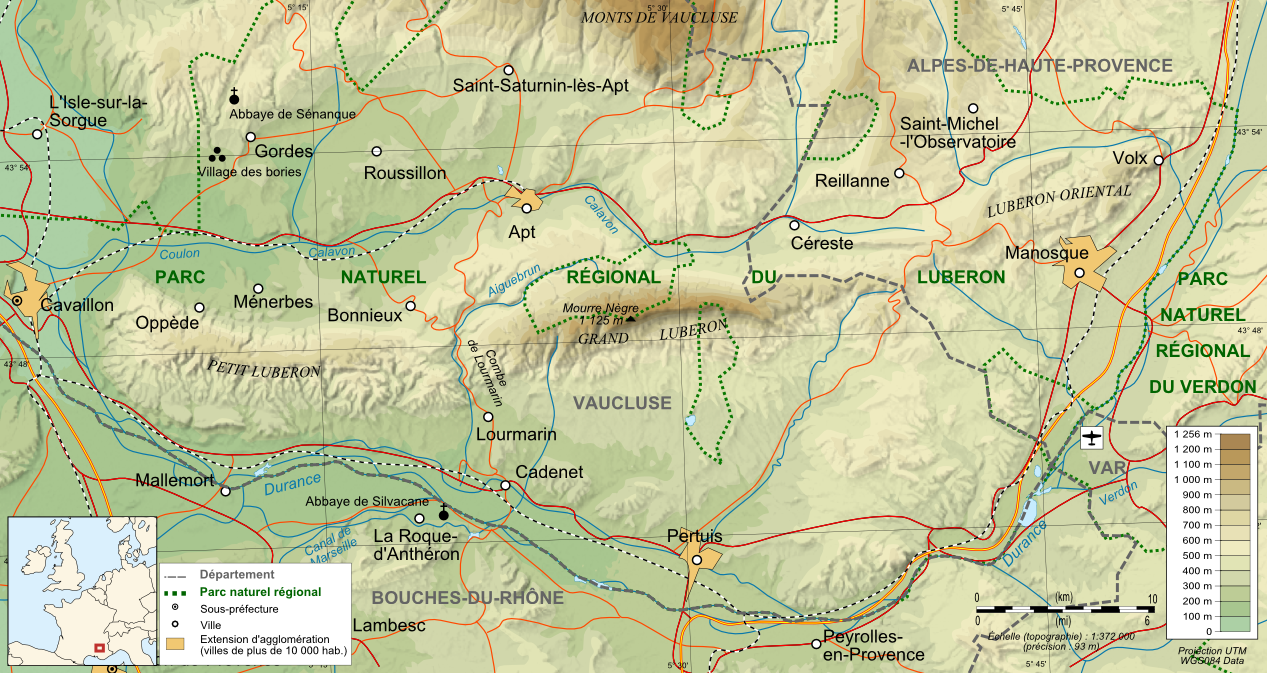
Le territoire du Parc naturel régional du Luberon

La commune est située dans le parc naturel régional du Luberon. La commune est l'un des soixante-dix-sept membres du parc naturel régional du Luberon, parc qui s'étend, de Cavaillon à l'ouest jusqu'à la Durance à l'est, sur deux départements et quatre-vingt-cinq communes et 185 145 hectares.
Vers le sud, le Luberon domine le bassin de la Durance et le pays d'Aigues.

### Géologie

Massif des Alpes et localisation des Préalpes de Digne

### Environnement

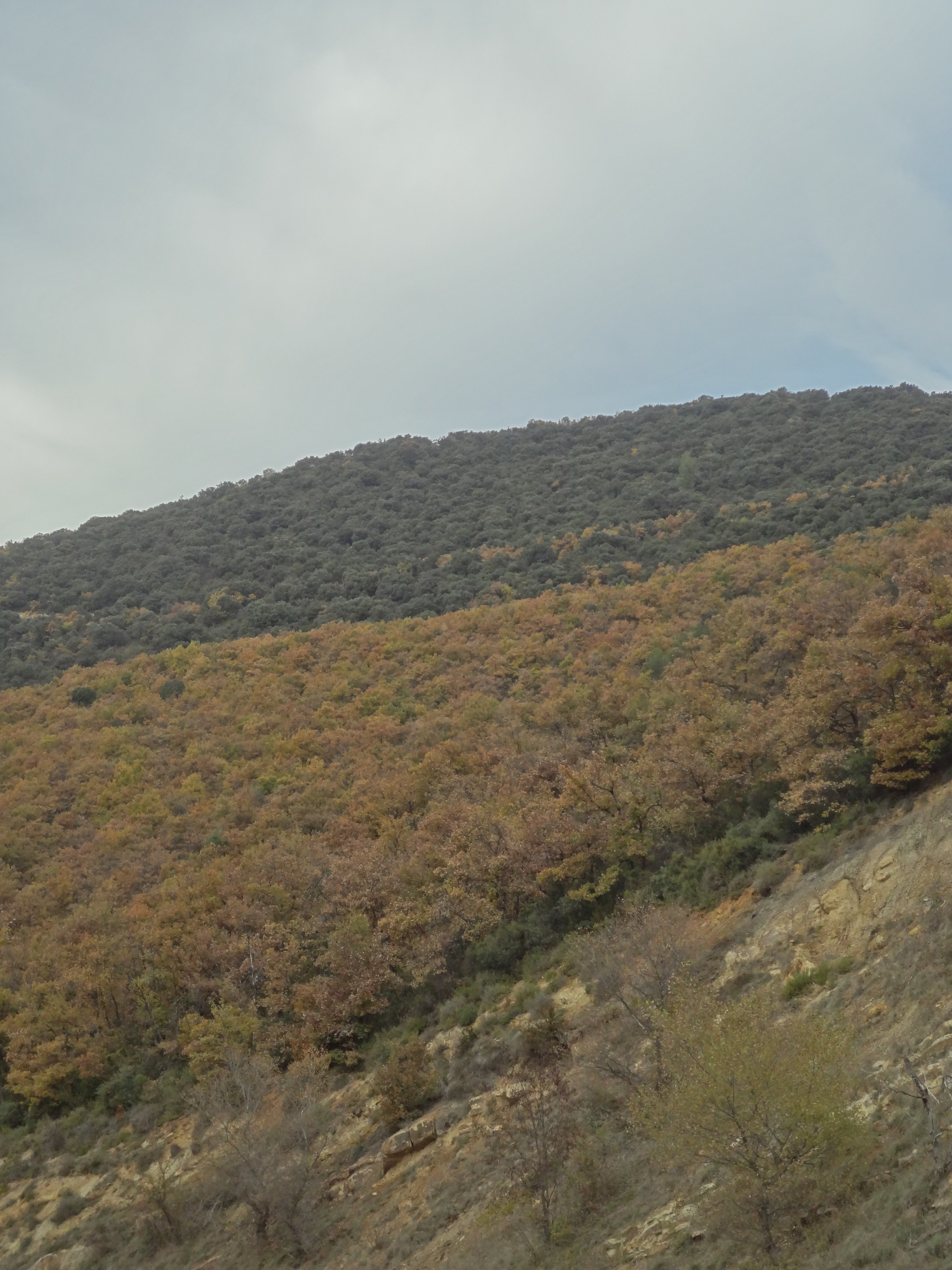
Limite marquée entre l’implantation du chêne pubescent et du chêne vert à la suite d'un incendie en 1968 sur une colline proche de Saint-Maime (commune de Villeneuve).

### Voies de communication et transports

#### Services autocars

##### Lignes régionales, réseauZou!
Saint-Maime est desservie par :
- 1 ligne EXPRESS :

| Ligne | Tracé                                            |
| ----- | ------------------------------------------------ |
| 65    | Marseille ↔ Manosque ↔ Saint-Maime ↔ Forcalquier |

- 2 lignes de PROXIMITÉ :

| Ligne | Tracé                                                        |
| ----- | ------------------------------------------------------------ |
| 470   | Banon ↔ Saint-Michel-l'Observatoire ↔ Saint-Maime ↔ Manosque |
| 480   | Forcalquier ↔ Saint-Maime ↔ Manosque                         |

### Climat
Pour des articles plus généraux, voir Climat de Provence-Alpes-Côte d'Azur et Climat des Alpes-de-Haute-Provence.
En 2010, le climat de la commune est de type climat méditerranéen altéré, selon une étude du Centre national de la recherche scientifique s'appuyant sur une série de données couvrant la période 1971-2000. En 2020, Météo-France publie une typologie des climats de la France métropolitaine dans laquelle la commune est exposée à un climat de montagne ou de marges de montagne et est dans la région climatique Provence, Languedoc-Roussillon, caractérisée par une pluviométrie faible en été, un très bon ensoleillement (2 600 h/an), un été chaud (21,5 °C), un air très sec en été, sec en toutes saisons, des vents forts (fréquence de 40 à 50 % de vents > 5 m/s) et peu de brouillards.
Pour la période 1971-2000, la température annuelle moyenne est de 12,5 °C, avec une amplitude thermique annuelle de 17,1 °C. Le cumul annuel moyen de précipitations est de 823 mm, avec 6,1 jours de précipitations en janvier et 3,4 jours en juillet. Pour la période 1991-2020, la température moyenne annuelle observée sur la station météorologique de Météo-France la plus proche, « Dauphin », sur la commune de Dauphin à 1 km à vol d'oiseau, est de 12,6 °C et le cumul annuel moyen de précipitations est de 693,2 mm. 
La température maximale relevée sur cette station est de 42,1 °C, atteinte le 28 juin 2019 ; la température minimale est de −16,4 °C, atteinte le 7 février 2012,,.
Les paramètres climatiques de la commune ont été estimés pour le milieu du siècle (2041-2070) selon différents scénarios d'émission de gaz à effet de serre à partir des nouvelles projections climatiques de référence DRIAS-2020. Ils sont consultables sur un site dédié publié par Météo-France en novembre 2022.

### Risques naturels et technologiques
Aucune des 200 communes du département n'est en zone de risque sismique nul. Le canton de Forcalquier auquel appartient Saint-Maime est en zone 1b (sismicité faible) selon la classification déterministe de 1991, basée sur les séismes historiques, et en zone 4 (risque moyen) selon la classification probabiliste EC8 de 2011. La commune de Saint-Maime est également exposée à trois autres risques naturels :
- feu de forêt,
- inondation,
- mouvement de terrain : la commune est presque entièrement concernée par un aléa moyen à fort[14].

La commune de Saint-Maime est de plus exposée à plusieurs risques d’origine technologique :
- celui de transport de matières dangereuses par route. La départementale RD 13 peut être empruntée par les transports routiers de marchandises dangereuses[16] ;
- risque de rupture de barrage : une partie de la commune se trouverait inondée par l’onde de submersion en cas de rupture du barrage de la Laye ;
- la commune est incluse, selon le ministère de l’Environnement, dans la zone de risque des installations souterraines de Géosel-Géométhane, mais pas selon la préfecture[13].

Le plan de prévention des risques naturels prévisibles (PPR) de la commune a été approuvé en 2007 pour les risques d’inondation, de mouvement de terrain et de séisme et le Dicrim date de 2013.
La commune a été l’objet de plusieurs arrêtés de catastrophe naturelle : pour des inondations et des coulées de boue en 1986, 1987 et 1994, pour des mouvements de terrain dus à la sécheresses en 1997. Le 1er mai 2010, la rupture d’une conduite de naphta sur le site de Géosel a conduit à l’évacuation de quelques centaines de personnes au hameau du Foulon et au lotissement des Adrets (voir article Géosel).

### Toponymie
Le nom du village apparaît pour la première fois en 1018-1032 (Sancti Maximo), d’après le nom de saint Maxime de Riez, évêque de Riez, patron de l'église paroissiale, sous sa forme occitane, qui a évolué vers Saint-Maime par la suite,.

## Urbanisme

### Typologie
Au 1er janvier 2024, Saint-Maime est catégorisée commune rurale à habitat dispersé, selon la nouvelle grille communale de densité à 7 niveaux définie par l'Insee en 2022.
Elle est située hors unité urbaine. Par ailleurs la commune fait partie de l'aire d'attraction de Manosque, dont elle est une commune de la couronne,. Cette aire, qui regroupe 30 communes, est catégorisée dans les aires de 50 000 à moins de 200 000 habitants,.

### Occupation des sols
L'occupation des sols de la commune, telle qu'elle ressort de la base de données européenne d’occupation biophysique des sols Corine Land Cover (CLC), est marquée par l'importance des forêts et milieux semi-naturels (59,7 % en 2018), une proportion identique à celle de 1990 (59,7 %). La répartition détaillée en 2018 est la suivante :
forêts (43,9 %), terres arables (17,3 %), milieux à végétation arbustive et/ou herbacée (15,8 %), zones agricoles hétérogènes (15,2 %), zones urbanisées (7,9 %).
L'évolution de l’occupation des sols de la commune et de ses infrastructures peut être observée sur les différentes représentations cartographiques du territoire : la carte de Cassini (XVIIIe siècle), la carte d'état-major (1820-1866) et les cartes ou photos aériennes de l'IGN pour la période actuelle (1950 à aujourd'hui).

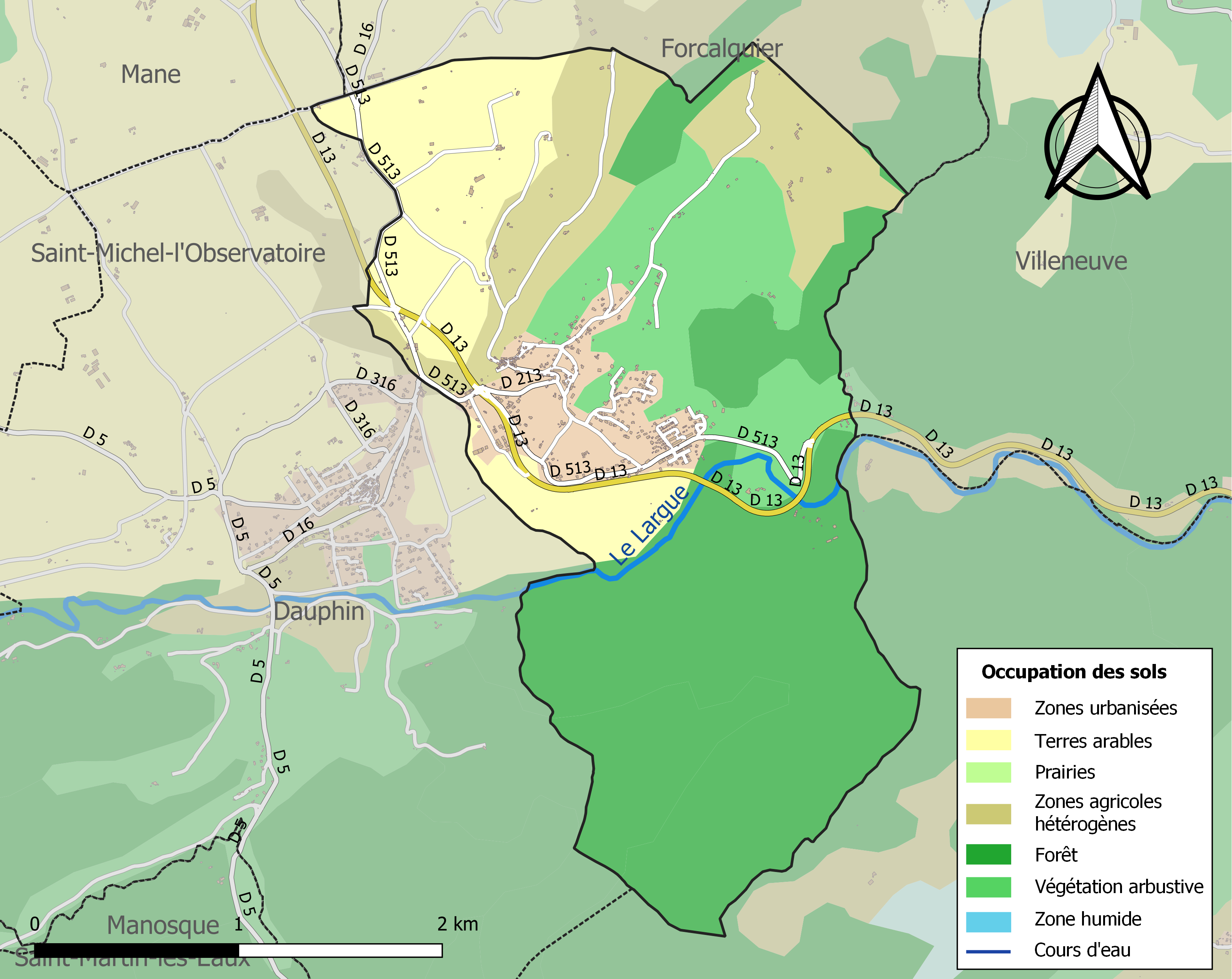
Carte de l'occupation des sols de la commune en 2018 (CLC).

## Économie

### Revenus de la population et fiscalité
En 2008, le revenu fiscal médian par ménage était de 15 849 €,
ce qui plaçait Saint-Maime au 3e rang parmi les 22 919 communes de plus de 50 ménages en métropole.

### Agriculture et élevage
Les agriculteurs de la commune de Saint-Maime ont droit à trois labels appellation d'origine contrôlée (AOC) (huile d'olive de Provence AOC, huile d'olive de Haute-Provence AOC et banon) et à neuf labels indication géographique protégée (IGP) (pommes des Alpes de Haute-Durance, miel de Provence, agneau de Sisteron). Cependant, la vigne, qui était cultivée pour l’autoconsommation et le marché de Forcalquier jusqu’au milieu du XXe siècle, n’est présente dans la commune que sur des surfaces résiduelles.
La culture de l’olivier est pratiquée dans la commune depuis des siècles, tout en étant limitée à des surfaces restreintes. Le terroir de la commune se situe en effet à la limite altitudinale de l’arbre, qui ne peut que difficilement être exploité au-delà des 650 mètres. Actuellement, l’oliveraie compte moins de 1 000 pieds.

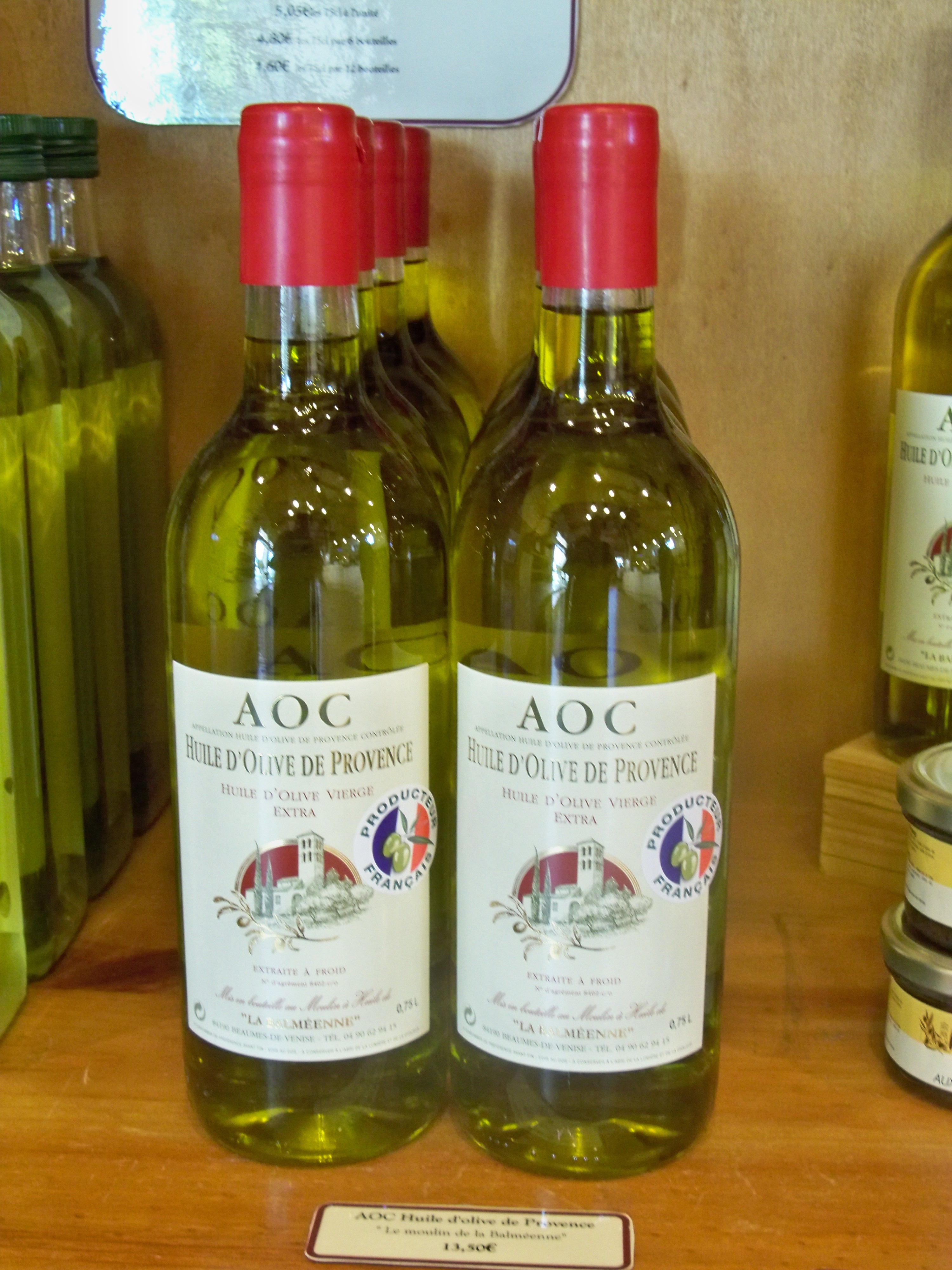
Huile de Provence AOC.
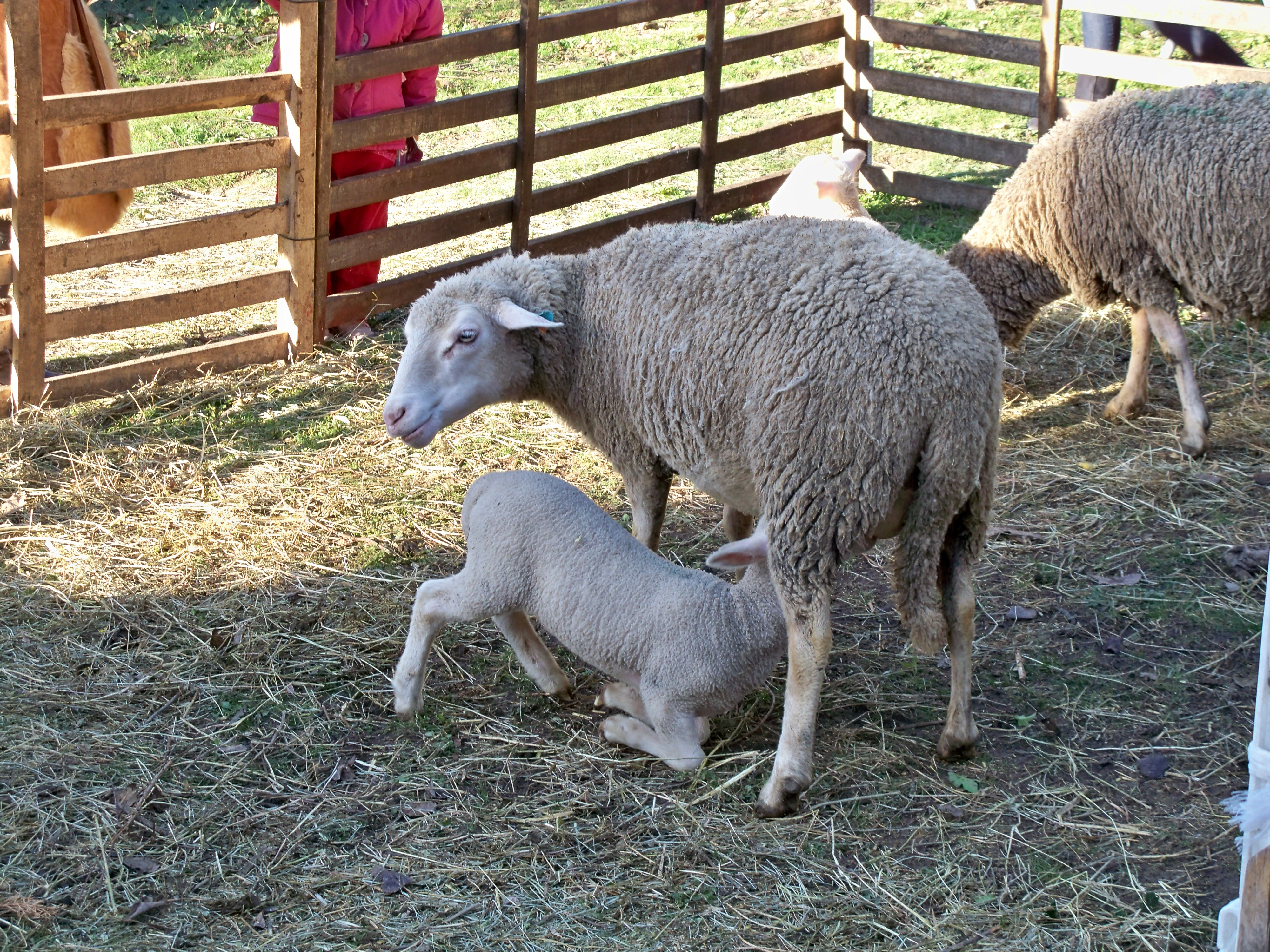
Agneau de Sisteron élevé sous sa mère.
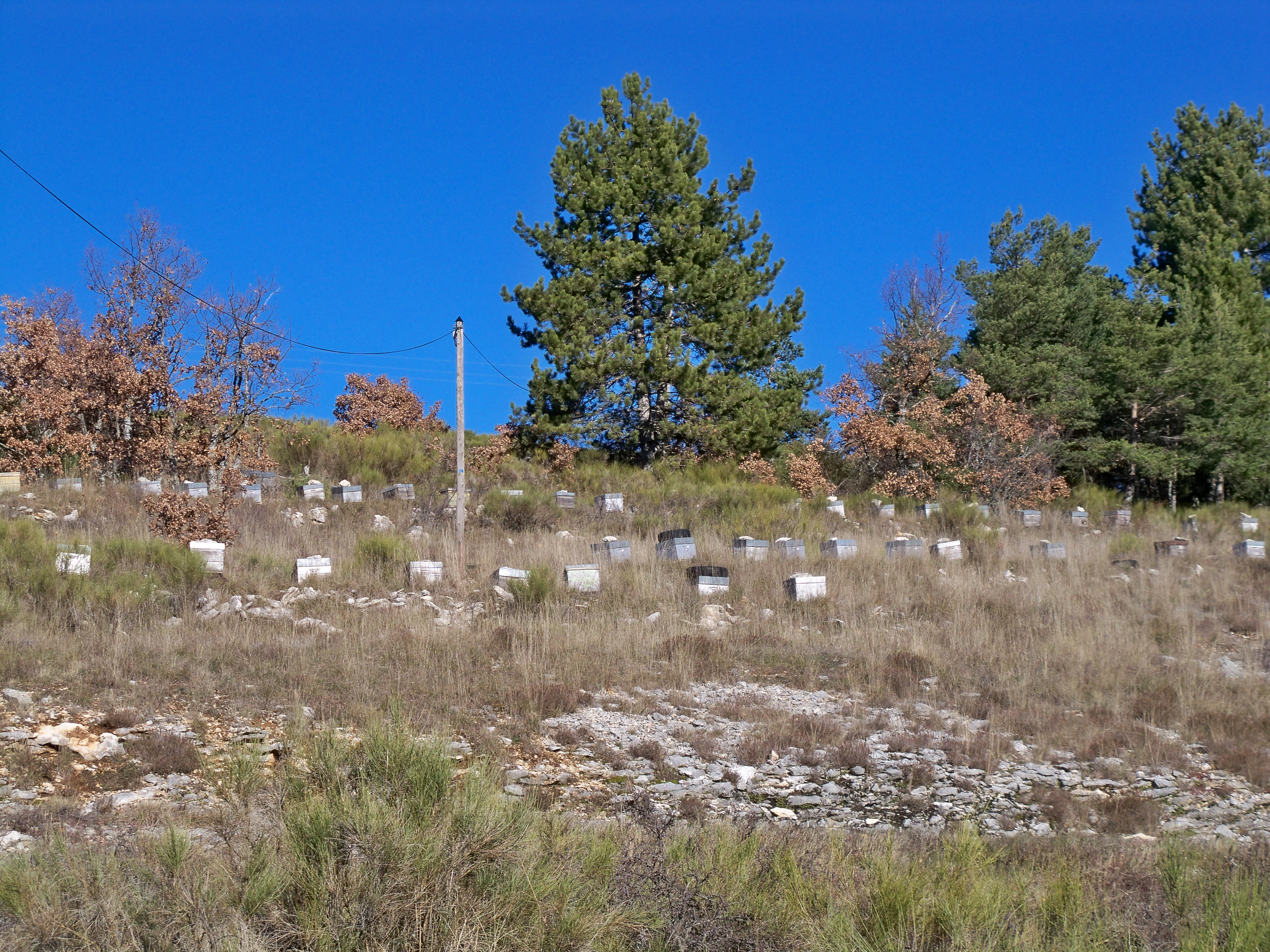
Ruches à la Combe du Pommier.
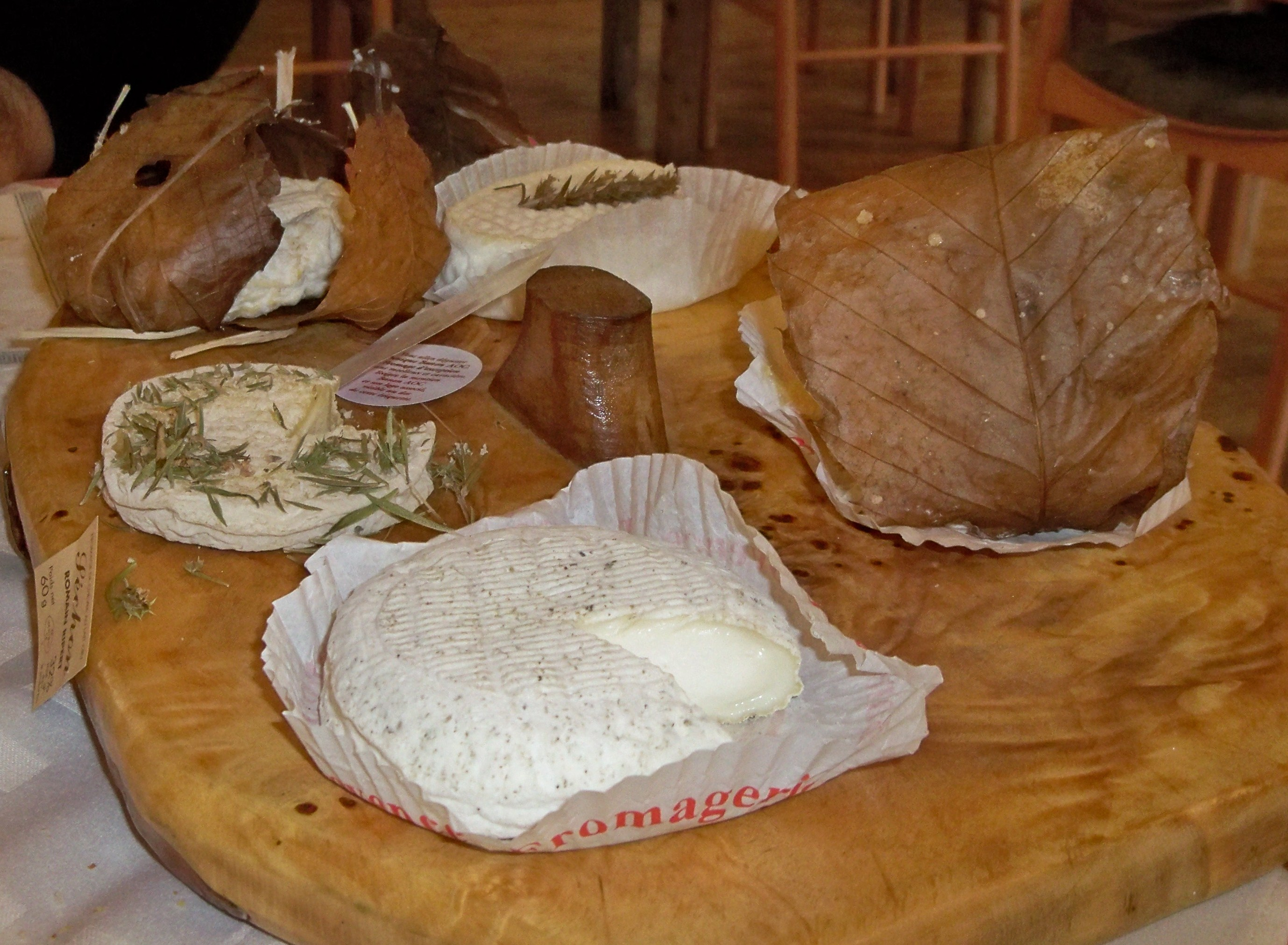
Plateau d'AOC Banon dans un restaurant de Revest-du-Bion.
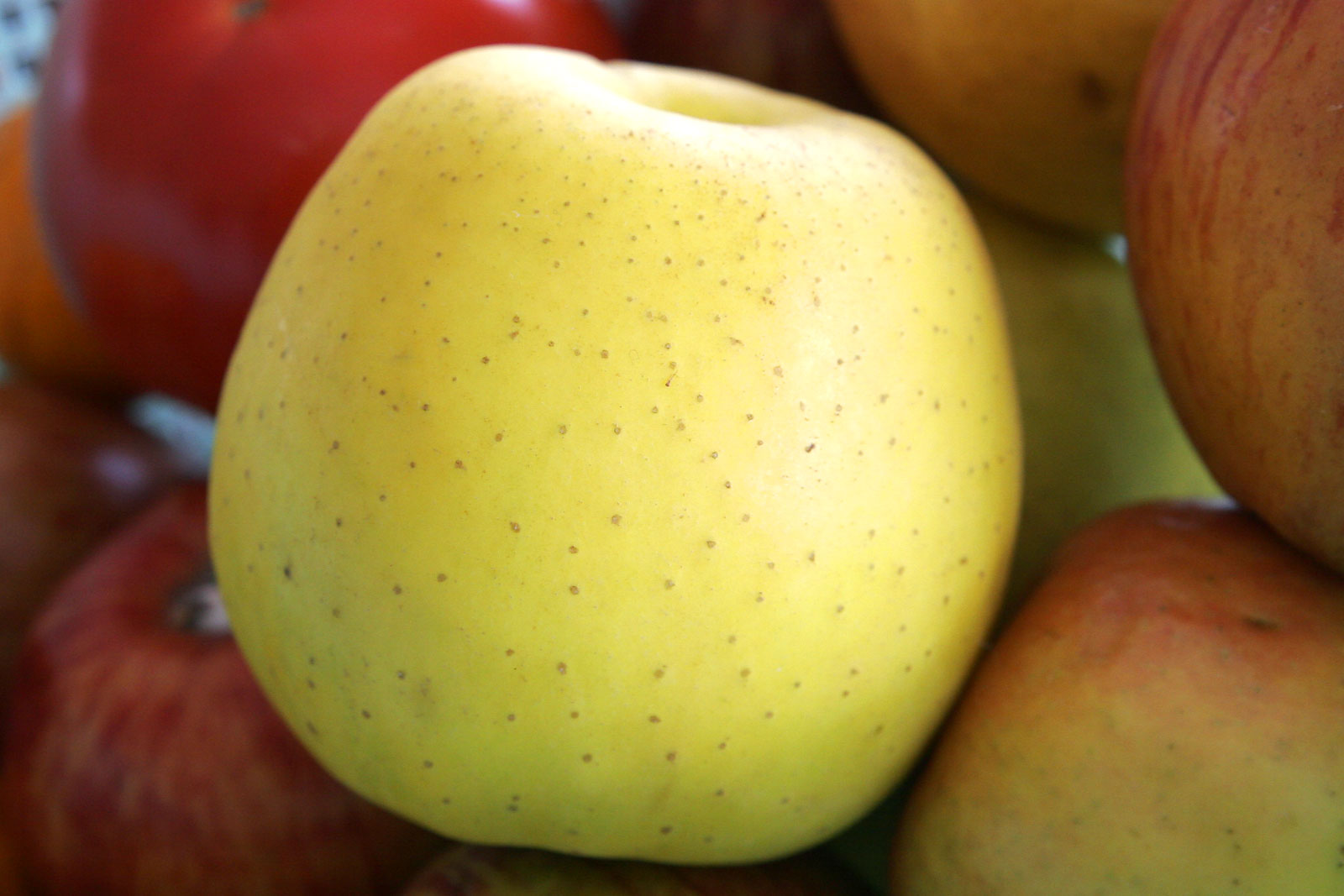
Golden et gala.

## Histoire

### Antiquité
Dans l’Antiquité, le territoire de Saint-Maime fait partie de celui des Sogiontiques (Sogiontii), dont le territoire s’étend du sud des Baronnies à la Durance. Les Sogiontiques sont fédérés aux Voconces, et après la conquête romaine, ils sont rattachés avec eux à la province romaine de Narbonnaise. Au IIe siècle, ils sont détachés des Voconces et forment une civitas distincte, avec pour capitale Segustero (Sisteron). Une nécropole antique a été découverte au quartier Saint-Claire, contenant 1500 squelettes.

### Moyen Âge et Ancien Régime
Alors que le sud-est de la Gaule était une terre burgonde, le roi des Ostrogoths Théodoric le Grand fait la conquête de la région entre la Durance, le Rhône et l’Isère en 510. La commune dépend donc brièvement à nouveau de l’Italie, jusqu’en 526. En effet, pour se réconcilier avec le roi burgonde Gondemar III, la régente ostrogothe Amalasonthe lui rend ce territoire.
Saint-Maime est signalé pour la première fois dans les chartes dans le premier tiers du XIe siècle. Selon la légende, les quatre reines de Forcalquier, filles de Raimond Bérenger V, y auraient été élevées. Le comte de Forcalquier y résidait régulièrement. Il en fait don aux Hospitaliers de Saint-Jean en 1168.
Le fief de Saint-Maime relevait du comté de Forcalquier au XIIe siècle. Lorsque ce comté perd son indépendance en 1209, à la mort de Guillaume II, un de ses neveux, Guillaume de Sabran tente de le relever. Après une lutte de dix ans, il passe un accord à Meyrargues le 29 juin 1220 avec Raimond Bérenger IV, comte de Provence et lui aussi héritier du comté de Forcalquier. Par cet accord, la moitié sud du comté, dont Saint-Maime, lui est donnée. Guillaume de Sabran conserve sa moitié de comté jusqu'à sa mort, vers 1250. Les seigneurs de Saint-Maime et les « prud'hommes » de la communauté avaient été parmi les premiers à se rallier à son rival.
La communauté relevait de la viguerie de Forcalquier. Enfin, la paroisse ne relevait d’aucune autorité jusqu’au XIIIe siècle au moins, ce qui cesse au XIVe siècle : le chapitre de Forcalquier nomme un prieur à Saint-Maime et perçoit les redevances attachées à l’église.
Le fief est rattaché à la vicomté de Reillanne (1373), puis au marquisat d’Oraison (1588). Il appartient aux familles d’Agoult (XIVe et XVe siècles), puis aux d’Albertas (XVIe – XVIIIe siècles).

### Révolution française
Durant la Révolution, la commune compte une société patriotique, créée après la fin de 1792. Pour suivre le décret de la Convention du 25 vendémiaire an II invitant les communes ayant des noms pouvant rappeler les souvenirs de la royauté, de la féodalité ou des superstitions, à les remplacer par d'autres dénominations, la commune change de nom pour Montroc ou Mont-Libre, selon les sources,.

### De la chute du Premier Empire à nos jours

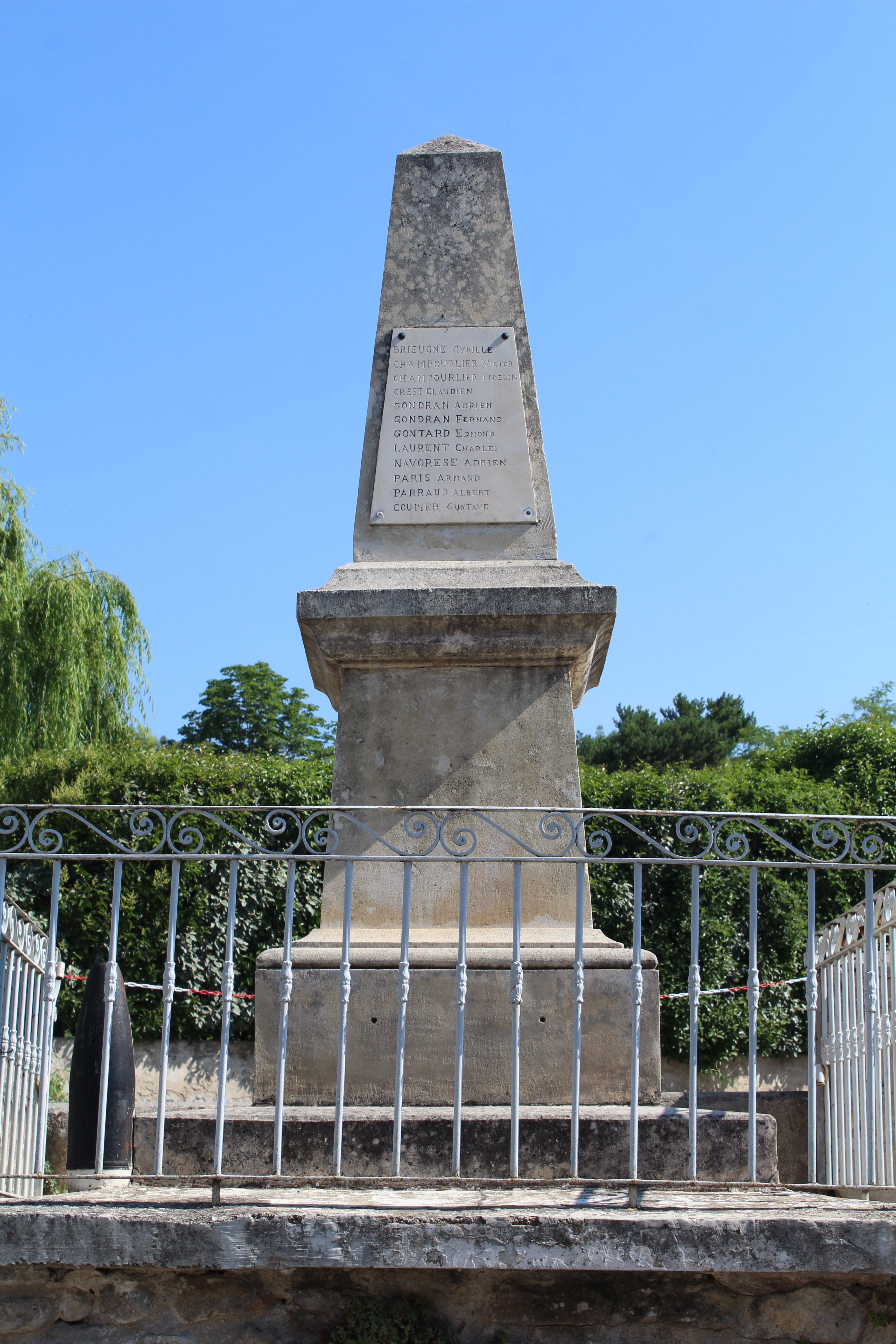
Monument aux morts de la Première Guerre mondiale.

Le coup d'État du 2 décembre 1851 commis par Louis-Napoléon Bonaparte contre la Deuxième République provoque un soulèvement armé dans les Basses-Alpes, en défense de la Constitution. Après l’échec de l’insurrection, une sévère répression poursuit ceux qui se sont levés pour défendre la République : 8 habitants de Saint-Maime sont traduits devant la commission mixte, la peine la plus courante étant la déportation en Algérie.
Comme de nombreuses communes du département, Saint-Maime se dote d’une école bien avant les lois Ferry : en 1863, elle en possède déjà une qui dispense une instruction primaire aux garçons, au chef-lieu. Aucune instruction n’est donnée aux filles : ni la loi Falloux (1851), qui impose l’ouverture d’une école de filles aux communes de plus de 800 habitants, ni la première loi Duruy (1867), qui abaisse ce seuil à 500 habitants, ne concernent Saint-Maime. Ce n’est qu’avec les lois Ferry que les filles de Saint-Lions sont régulièrement scolarisées.
Les mines de lignite, au Bois-d’Asson, mises en exploitation au XVIIe siècle, ont employé jusqu’à 300 personnes. Elles ont fermé le 1er novembre 1949.
Le 1er mai 1943, les installations de la mine de lignite sont sabotées par les Francs-tireurs et partisans (FTP).

## Politique et administration

### Administration municipale
De par sa taille, la commune dispose d'un conseil municipal de 15 membres (article L2121-2 du Code général des collectivités territoriales). Lors du scrutin de 2008 il n’y eut qu’un seul tour, Georges Roux a été élu conseiller municipal avec le total de 310 voix soit 81,15 % des suffrages exprimés. La participation a été de 65,52 %. Il a ensuite été élu maire par le conseil municipal.

### Liste des maires

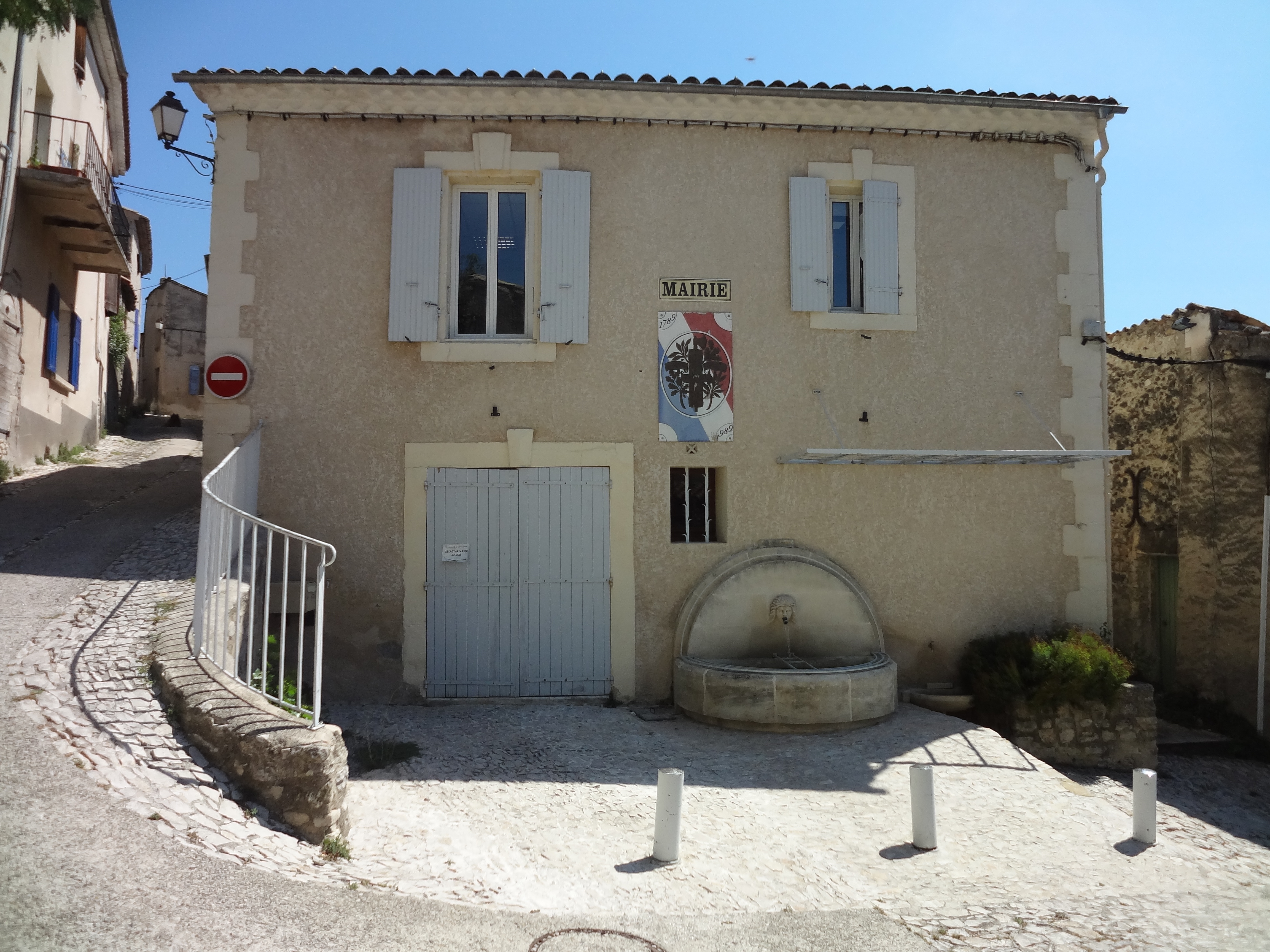
Mairie de Saint-Maime et fontaine publique.

| Période                                  | Période       | Identité        | Étiquette | Qualité                                 |
| ---------------------------------------- | ------------- | --------------- | --------- | --------------------------------------- |
| 1919                                     | 1925          | Clovis Agnel    |           |                                         |
| 1925                                     | 1935          | Aimé Aillaud    |           |                                         |
| mai1935                                  | nov 1944      | Albert Lauthier |           |                                         |
| nov 1944                                 | mai 1945      | Marcel Sicard   |           |                                         |
| mai 1945                                 | janvier 1946  | Irénée Besançon |           |                                         |
| 1946                                     | novembre 1947 | Jean Rapuzzi    |           |                                         |
| 1947                                     | 1953          | Louis Aillaud   |           | Retraité SNCF                           |
| 1953                                     | 1956          | Jean Giraud     | PCF       | Retraité mineur (déporté de Buchenwald) |
| 1956                                     | 1971          | Pierre Nucho    | PCF       | Tourneur-Fraiseur                       |
| 1971                                     | 1977          | Pierre Granaud  | PCF       | Photographe                             |
| mars 1977                                | nov 2006      | Yves Aiguier,   | PCF       | Enseignant                              |
| nov 2006                                 | mars 2014     | Georges Roux    | DVG       | Retraité                                |
| mars 2014                                | mai 2020      | Mireille Bor    | SE        | Technicienne du bâtiment                |
| mai 2020                                 | En cours      | Stephen Parraud | DVG       | Ingénieur                               |
| Les données manquantes sont à compléter. |               |                 |           |                                         |

### Instances judiciaires et administratives
Saint-Maime est une des dix communes du canton de Forcalquier qui totalise 12 746 habitants en 2006 Le canton a fait partie de l’arrondissement de Forcalquier depuis le 17 février 1800 et de la deuxième circonscription des Alpes-de-Haute-Provence. Saint-Maime fait partie du canton de Forcalquier depuis 1801 après avoir fait partie du canton de Volx de 1793 à 1801. Saint-Maime fait partie des juridictions d’instance de Forcalquier, de la prud'homale de Manosque, et de grande instance de Digne-les-Bains.

### Intercommunalité
Saint-Maime fait partie :
- de 2000 à 2013, de ILO communauté de communes Intercommunalité du Luberon Oriental ;
- de 2013 à 2017, de DLVA communauté d'agglomération Durance Luberon Verdon ;
- depuis le 1er janvier 2017, de la CCHPPB communauté de communes Haute-Provence Pays de Banon.

À la suite de ce changement de communauté de communes, la dette de Saint-Maime vis-à-vis de la DLVA s'élève à 590 412,82 euros (arrêté préfectoral no 2018-159-005 du 8 juin 2018) entraînant une hausse de la taxe sur le foncier bâti et du prix de l'eau et de l'assainissement.

### Fiscalité locale
| Taxe                                        | Part communale | Part intercommunale | Part départementale | Part régionale |
| ------------------------------------------- | -------------- | ------------------- | ------------------- | -------------- |
| Taxe d'habitation                           | 6,50 %         | 0,00 %              | 5,53 %              | 0,00 %         |
| Taxe foncière sur les propriétés bâties     | 25,23 %        | 0,00 %              | 14,49 %             | 2,36 %         |
| Taxe foncière sur les propriétés non bâties | 86,46 %        | 0,00 %              | 47,16 %             | 8,85 %         |
| Taxe professionnelle                        | 0,00 %         | 22,75 %             | 10,80 %             | 3,84 %         |

La part régionale de la taxe d'habitation n'est pas applicable.
La taxe professionnelle est remplacée en 2010 par la cotisation foncière des entreprises portant sur la valeur locative des biens immobiliers et par la contribution sur la valeur ajoutée des entreprises (les deux formant la contribution économique territoriale qui est un impôt local instauré par la loi de finances pour 2010).

### Environnement et recyclage
| Saint-Maime Fontanigorda |

La collecte et traitement des déchets des ménages et déchets assimilés et la protection et mise en valeur de l'environnement se font dans le cadre de la communauté de communes communauté de communes Haute-Provence Pays de Banon.

### Jumelages
- Fontanigorda  (Italie) depuis 1997[55], d’où sont venus de nombreux mineurs au cours des XIXe et XXe siècles.

## Population et société

### Démographie
L'évolution du nombre d'habitants est connue à travers les recensements de la population effectués dans la commune depuis 1765. Pour les communes de moins de 10 000 habitants, une enquête de recensement portant sur toute la population est réalisée tous les cinq ans, les populations de référence des années intermédiaires étant quant à elles estimées par interpolation ou extrapolation. Pour la commune, le premier recensement exhaustif entrant dans le cadre du nouveau dispositif a été réalisé en 2007.
En 2022, la commune comptait 904 habitants, en évolution de +6,73 % par rapport à 2016 (Alpes-de-Haute-Provence : +2,84 %, France hors Mayotte : +2,11 %).
| 1765 | 1793 | 1800 | 1806 | 1821 | 1831 | 1836 | 1841 | 1846 |
| ---- | ---- | ---- | ---- | ---- | ---- | ---- | ---- | ---- |
| 186  | 245  | 275  | 220  | 282  | 311  | 301  | 280  | 295  |

| 1851 | 1856 | 1861 | 1866 | 1872 | 1876 | 1881 | 1886 | 1891 |
| ---- | ---- | ---- | ---- | ---- | ---- | ---- | ---- | ---- |
| 291  | 303  | 284  | 305  | 317  | 408  | 394  | 410  | 380  |

| 1896 | 1901 | 1906 | 1911 | 1921 | 1926 | 1931 | 1936 | 1946 |
| ---- | ---- | ---- | ---- | ---- | ---- | ---- | ---- | ---- |
| 369  | 501  | 503  | 345  | 503  | 548  | 643  | 441  | 543  |

| 1954 | 1962 | 1968 | 1975 | 1982 | 1990 | 1999 | 2006 | 2007 |
| ---- | ---- | ---- | ---- | ---- | ---- | ---- | ---- | ---- |
| 460  | 324  | 374  | 280  | 417  | 528  | 661  | 797  | 816  |

| 2012 | 2017 | 2022 | - | - | - | - | - | - |
| ---- | ---- | ---- | - | - | - | - | - | - |
| 812  | 860  | 904  | - | - | - | - | - | - |

| 1315    | 1471   |
| ------- | ------ |
| 27 feux | 8 feux |

### Enseignement

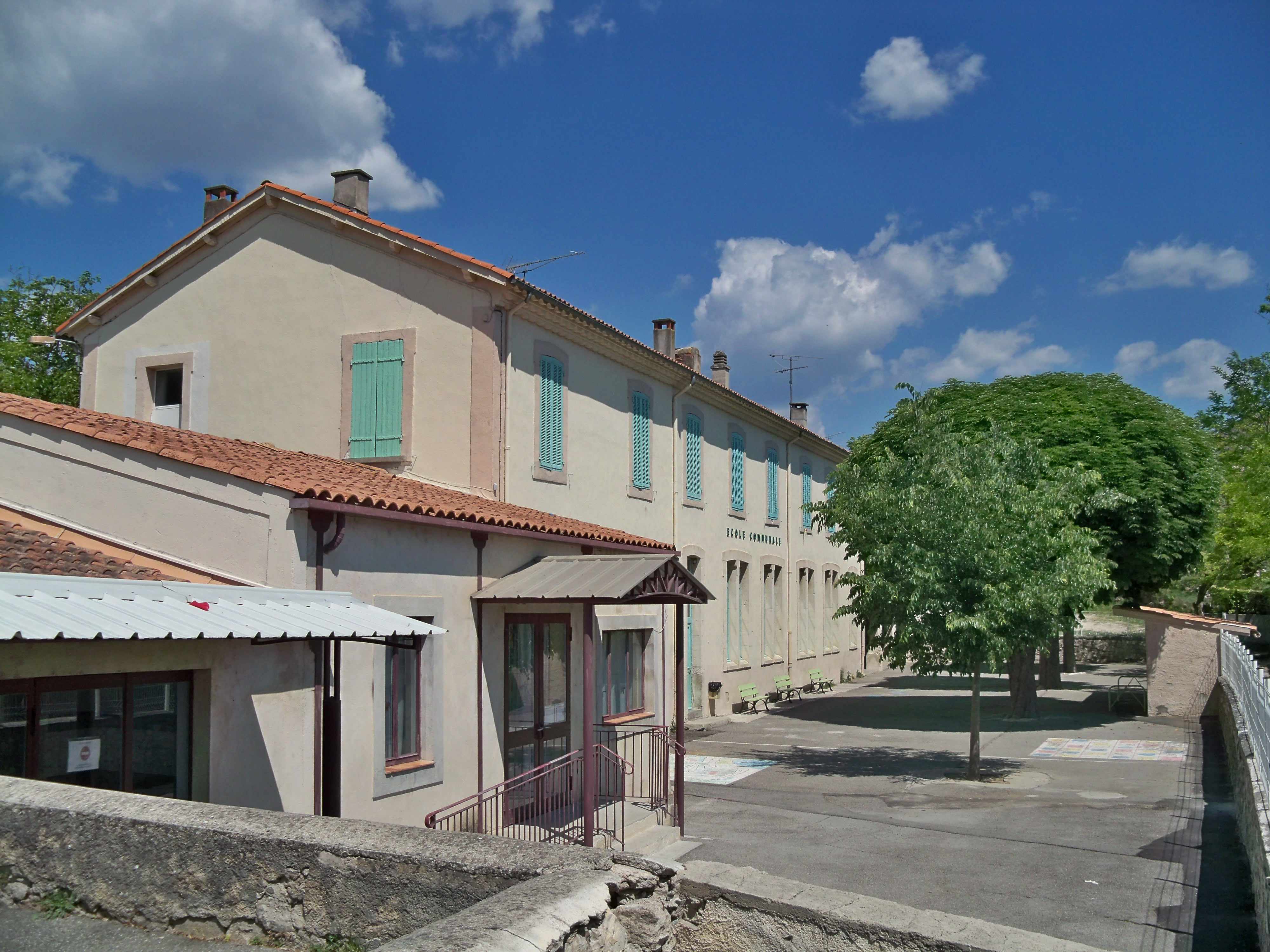
École communale.

La commune est dotée d’une école primaire.

### Santé

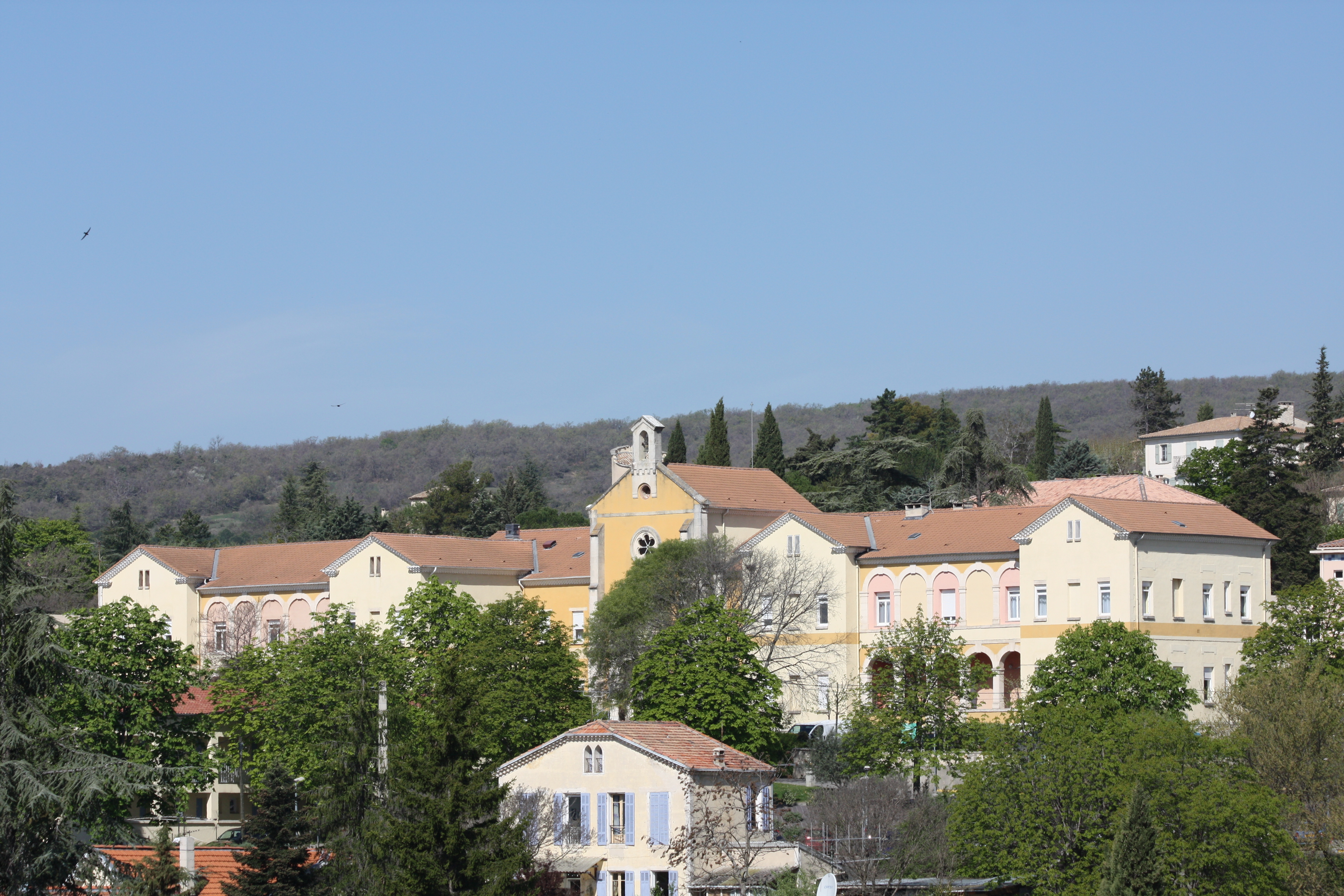
Hôpital Saint-Michel

La commune dépend de l'hôpital local de Forcalquier nommé Saint-Michel et aussi un laboratoire d'analyses médicales. Selon le magazine l'Express, l'hôpital Saint-Michel fait partie des hôpitaux les plus sûrs de France avec une note de 82,2 sur 100 (classe A) et se classe 63e sur le plan national et 2e au niveau départemental. Forcalquier dispose aussi de trois maisons de retraite (Lou Ben Estre, Lou Seren et Saint-Michel).

### Cultes
La paroisse est rattachée à un secteur pastoral comptant 14 autres paroisses, le secteur pastoral du Largue. Le culte est célébré alternativement dans les églises de ces quinze communes.

### Personnalités liées à la commune
- Rolland (Louis, Jules), personne morte en déportation.

## Lieux et monuments
Il subsiste quelques restes du château de Saint-Maime au sommet du village (XIIe siècle). Il appartenait aux comtes de Forcalquier, et les principaux restes sont le donjon octogonal, et la chapelle Sainte-Agathe. Celle-ci, signalée parmi les chapelles les plus intéressantes de Provence, date du XIIIe siècle, a un chevet aveugle, une nef voûtée en berceau, et son chœur est orné de rinceaux et de palmettes. Sa couverture de lauzes date de 1966. La cuve est ornée d’une croix bifide et de mascarons. Les fresques de l’abside, du XIVe siècle, sont en grande partie effacées,. L’ensemble des restes du château et la chapelle sont inscrits monument historique, le site étant classé depuis 1943.
Au Roucas, un ancien logis seigneurial de la Renaissance conserve deux fenêtres à meneaux.
L’ancienne mine de lignite fermée en 1949 a laissé quelques vestiges et a profondément marqué l'architecture du quartier de la Cité ouvrière ainsi que la sociologie de la commune. La structure la plus visible de la mine, le chevalement, avait cependant été démontée lors de la fermeture de la mine. Dans le cadre de son travail de conservation de la mémoire du passé minier de la commune, en 2003 la municipalité a reconstruit un chevalement factice équipé de molettes récupérées à la mine d’Alès pour le faire remonter sur le site du Puits neuf.

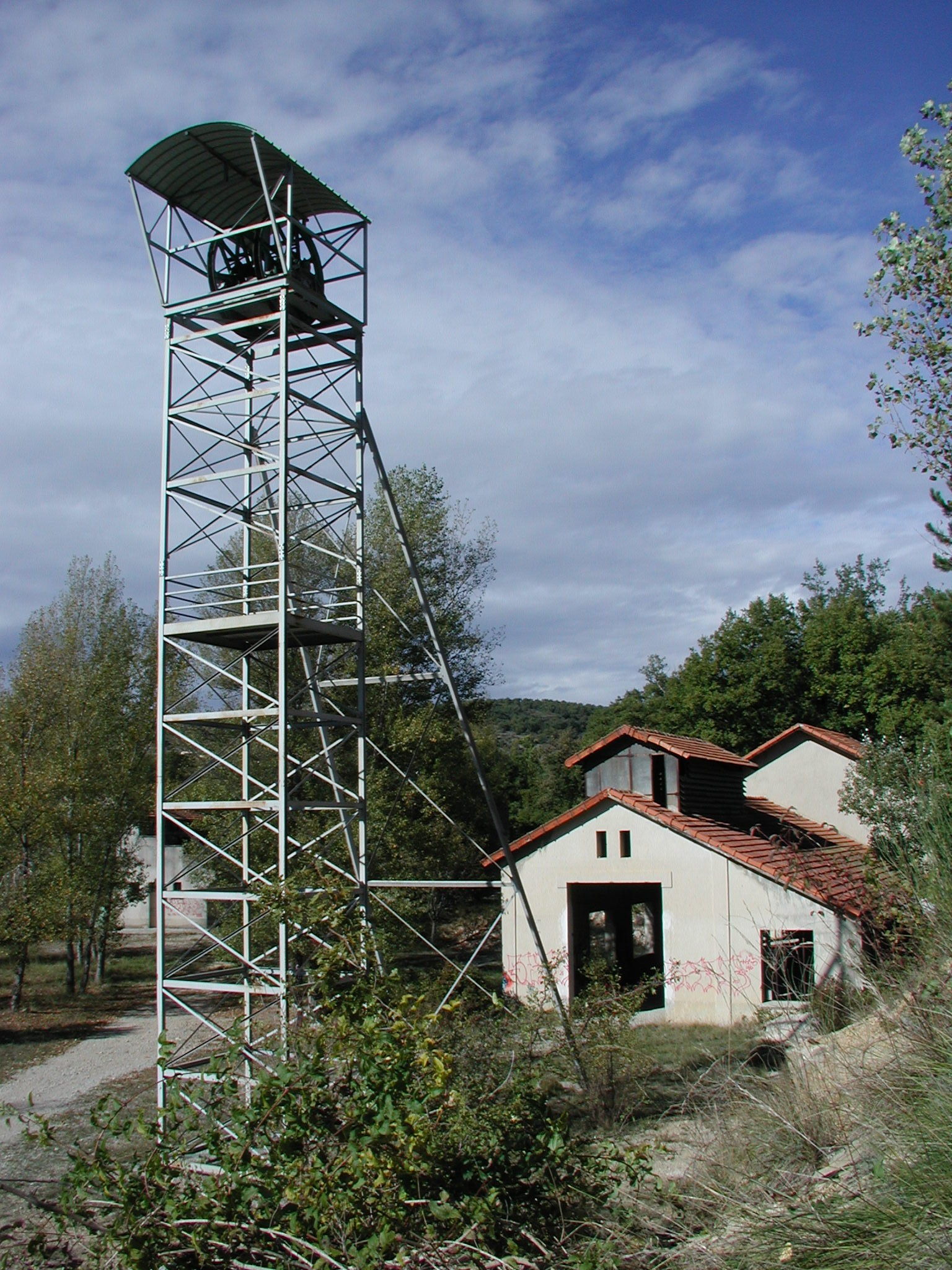
Chevalement factice installé en 2003 sur le carreau de la mine de Saint Maime

L’église paroissiale Saint-Maxime est d’abord construite au XIVe siècle. De cette époque sont conservées la chapelle latérale (dont les consoles sont sculptées de têtes humaines, d’un loup et d’un agneau) et une partie des murs, dont la fenêtre trilobée de la façade occidentale. Elle possède un campanile en ferronnerie remplaçant le clocher originel détruit par la foudre.
Le Musée de la mémoire ouvrière, Mines et Mineurs de Provence à Saint-Maime présente l’exploitation du bassin lignitifère des Alpes de Haute Provence. Sa collection contient des récits d’anciens mineurs, des photographies, et des objets pour illustrer et expliquer l'histoire de la mine. Le musée évoque également les questions de géologie.
- Cimetière gallo-romain de Saint-Clair

Églises de Saint-Maime.
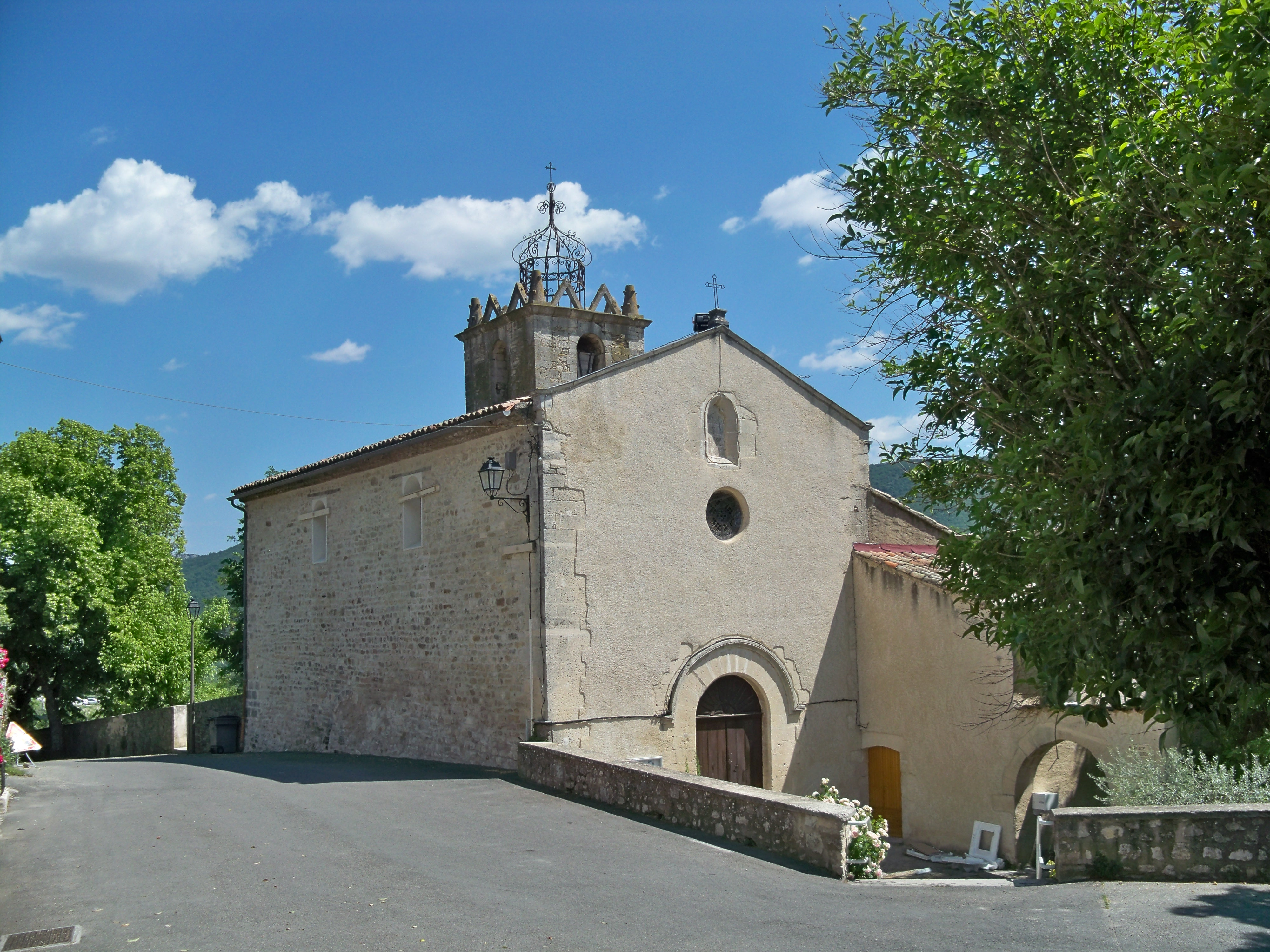
Église Saint-Maxime de Saint-Maime.
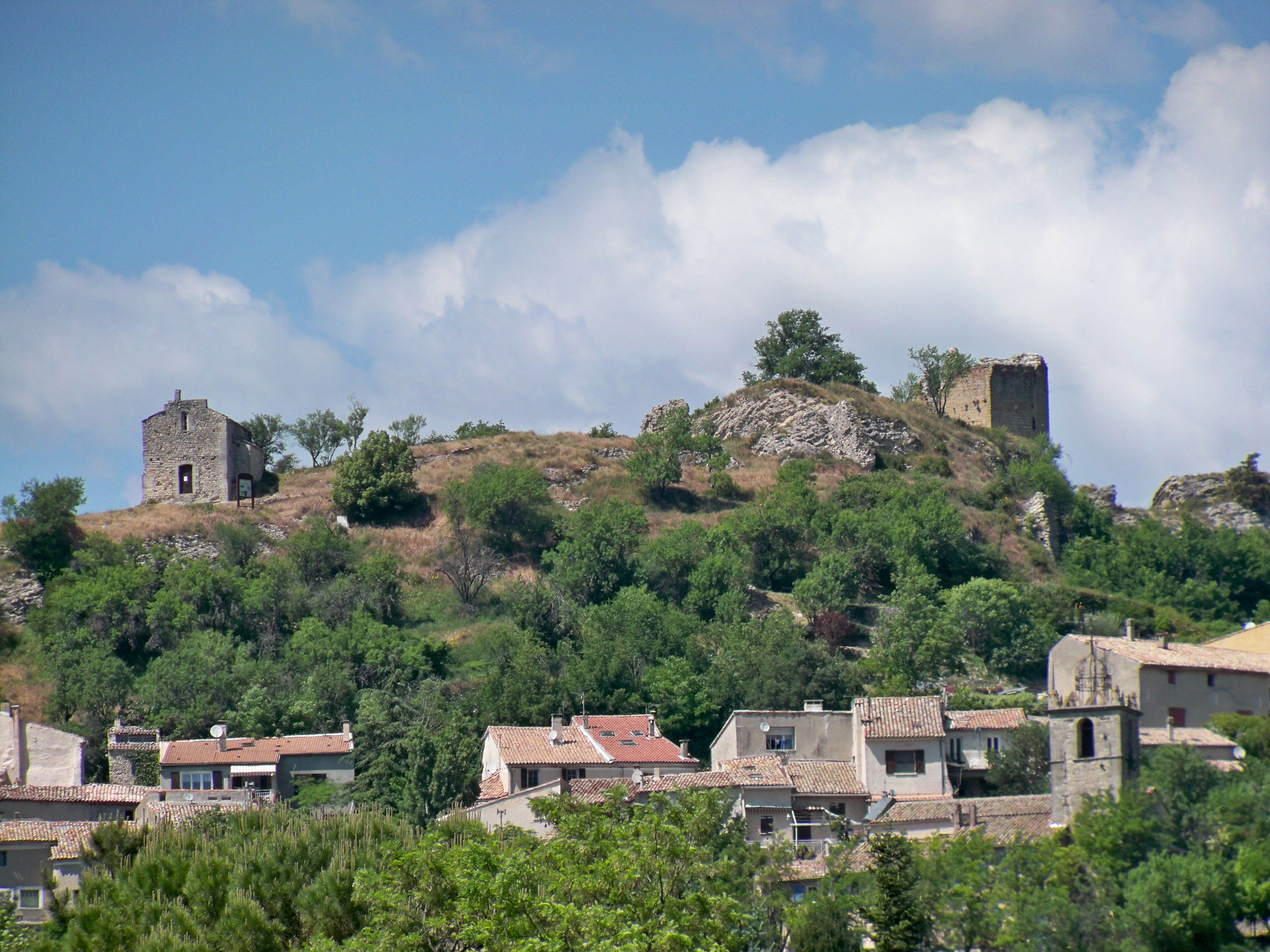
Chapelle Sainte-Agathe et le donjon.
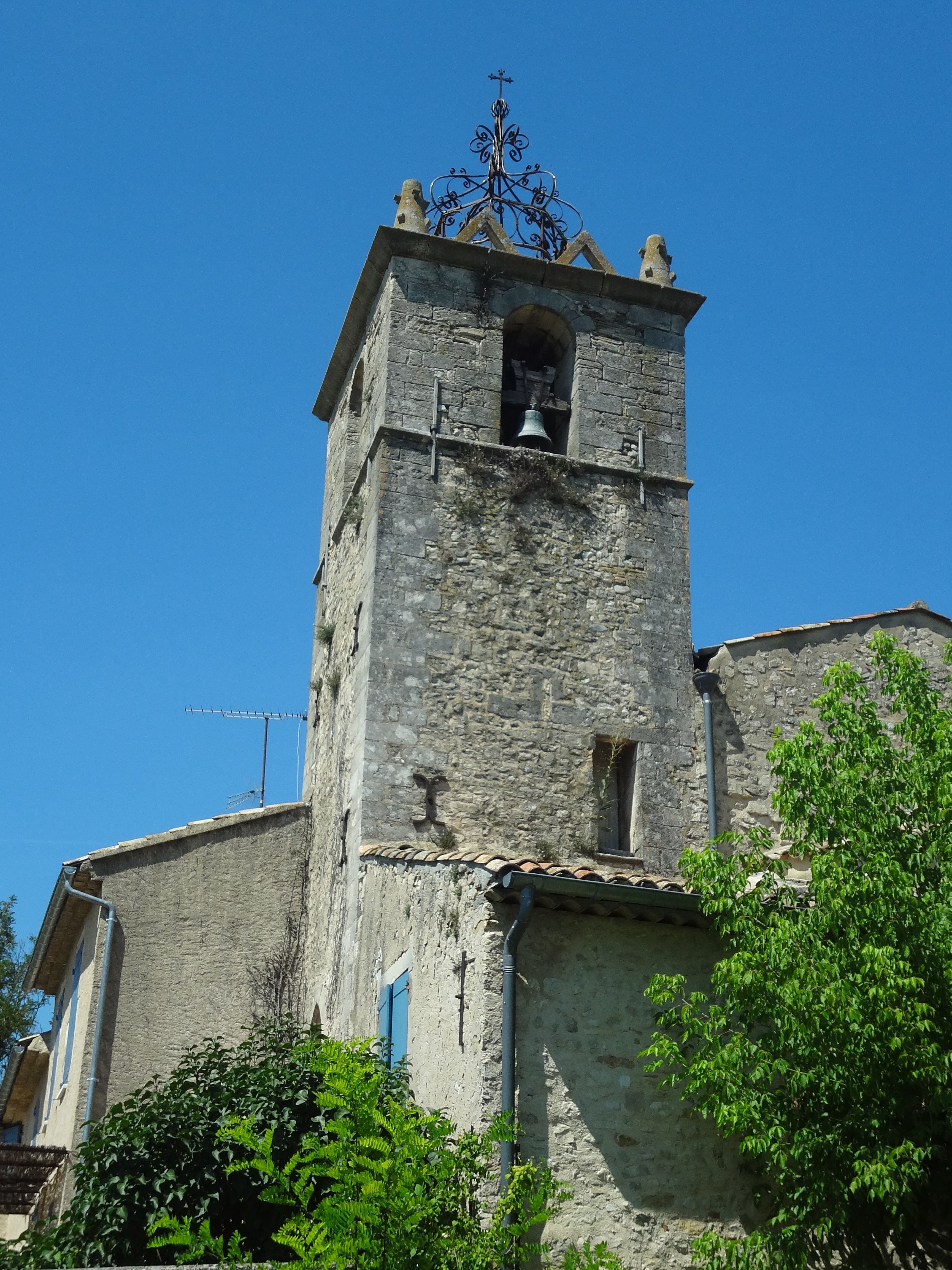
Clocher de l’église paroissiale.

## Héraldique
| Blason de Saint-Maime | Blason  | Coupé : au 1er de gueule au pairle d'argent, au 2e d'or à un rhinocéros de sinople. |
| Blason de Saint-Maime | Détails | Le statut officiel du blason reste à déterminer.                                    |